# Liga de Béisbol Profesional de la República Dominicana 2014-15
La temporada 2014-2015 de la Liga de Béisbol Profesional de la República Dominicana fue la 61.ª edición de este campeonato. La temporada regular comenzó el 16 de octubre de 2014 y finalizó el 21 de diciembre de 2014. El Todos contra Todos o Round Robin inició el 27 de diciembre de 2014 y finalizó el 15 de enero de 2015. La Serie Final se llevó a cabo, iniciando el 17 de enero y concluyendo el 25 de enero de 2015, cuando los Gigantes del Cibao se coronaron campeones de la liga sobre las Estrellas Orientales.
La temporada fue dedicada a Carlos Manuel (Pilindo) Bonetti.